# Huh Gak
Huh Gak (hangul: 허각), född 5 januari 1985 i Incheon, är en sydkoreansk sångare. Han blev känd 2010 då han stod som vinnare i den andra säsongen av talangtävlingen Superstar K på Mnet.

## Diskografi

### Album
| Albuminformation                                                         | Topplacering          |
| Albuminformation                                                         | Sydkorea (Gaon Chart) |
| ------------------------------------------------------------------------ | --------------------- |
| Huh Gak 1st Mini Album (EP-skiva) - Släppt: 16 november 2010             | 6                     |
| LIKE 1st Mini Album "First Story" (EP-skiva) - Släppt: 16 september 2011 | 4                     |
| Lacrimoso (EP-skiva) - Släppt: 3 april 2012                              | 9                     |
| Little Giant (Studioalbum) - Släppt: 5 februari 2013                     | 14                    |
| Reminisce (EP-skiva) - Släppt: 11 november 2013                          | —                     |
| Snow of April (EP-skiva) - Släppt: 17 mars 2015                          | 13                    |
| Story of Winter (EP-skiva) - Släppt: 23 november 2015                    | 23                    |
| Love Letter (EP-skiva) - Släppt: 31 januari 2017                         | 34                    |